# A-6201
La carretera  A-6201  es una carretera que conecta Villanueva del Arzobispo con Sorihuela del Guadalimar. Mide alrededor de 10 km, y finaliza en la carretera  A-312 , justo después de abandonar Sorihuela. Antiguamente, y según Google Maps, se llamaba y llama  J-6220 . En los primeros 6,5 km es una carretera de montaña, puesto que desciende desde Villanueva del Arzobispo. Tras cruzar el río Guadalimar, y después va como carretera de campo hasta Sorihuela.

La carretera a punto de atravesar el río Guadalimar. Agosto de 2012.

- Datos: Q115606272